# Germaine Tailleferre
Germaine Tailleferre (ur. 19 kwietnia 1892 w Saint-Maur-des-Fossés, zm. 7 listopada 1983 w Paryżu) – francuska kompozytorka.
Podczas studiów w Paryżu poznała m.in. Dariusa Milhauda, Georgesa Aurica i Arthura Honeggera, których pokonała w rywalizacji o złoty medal w klasie kontrapunktu. Należała do Grupy Sześciu, promującej nową sztukę w opozycji do tradycji romantycznej (poza trzema wspomnianymi kompozytorami członkami tej grupy byli także Francis Poulenc i Louis Durey). Przyjaźniła się także z Maurice’em Ravelem.
Komponowała utwory na fortepian i orkiestrę oraz balety. Inspirowała się muzyką dawną i folklorem francuskim. Najczęściej wykonywanym utworem Tailleferre jest Uwertura do opery Zoulaina.